# Väster-Gjordbäcksjön
Väster-Gjordbäcksjön är en sjö i Sollefteå kommun i Ångermanland och ingår i Ångermanälvens huvudavrinningsområde. Sjön har en area på 0,364 kvadratkilometer och ligger 246,2 meter över havet.

## Delavrinningsområde
Väster-Gjordbäcksjön ingår i det delavrinningsområde (702034-157498) som SMHI kallar för Inloppet i Långsjön. Medelhöjden är 256 meter över havet och ytan är 9,69 kvadratkilometer. Det finns inga avrinningsområden uppströms utan avrinningsområdet är högsta punkten. Vattendraget som avvattnar avrinningsområdet har biflödesordning 3, vilket innebär att vattnet flödar genom totalt 3 vattendrag innan det når havet efter 51 kilometer. Avrinningsområdet består mestadels av skog (80 procent). Avrinningsområdet har 0,88 kvadratkilometer vattenytor vilket ger det en sjöprocent på 9,1 procent.